# Homer the Heretic
"Homer the Heretic" är avsnitt tre från säsong 4 av Simpsons och sändes på Fox i USA den 8 oktober 1992. I avsnittet slutar Homer att gå i kyrkan och han njuter av att vara hemma på söndagarna. Han träffar Gud i en dröm som säger att han gillar vad Homer gör, och Homer fortsätter med det trots Marges varningar. Avsnittet skrevs av George Meyer och regisserades av Jim Reardon. Svarta tavlan-skämtet var en ursäkt efter förra avsnittet. Avsnittet var det första som animerades av Film Roman.

## Handling
Det är en mycket kall söndag morgon och Marge ska gå till kyrkan med familjen. Men då Homers söndagsbyxor spricker vägrar han följa med till gudstjänsten. Marge försöker övertala honom men han ändrar sig inte. Homer är ensam hemma och njuter av det med att äta våfflor, gå på toaletten med öppen dörr, dansa i underkläderna, vinna en radiotävling, hitta en penny, höja inomhustemperaturen och kolla på amerikansk fotboll. I kyrkan är det kallt så pastor Lovejoy pratar om helvetet för att göra besökarna varma. Efter gudstjänstens slut visar det sig att dörrarna frusit fast och vaktmästare Willie måste värma upp dem. De kommer ut från kyrkan efter några timmar men då har Marge problem att starta bilen. Då resten av familjen kommer hem igen berättar Homer att han haft sin trevligaste söndag någonsin och berättar för familjen att han aldrig kommer att gå i kyrkan igen. Marge tycker det är helt fel och försöker få Homer att ändra sig.
På natten drömmer Homer att han får besök av Gud som är arg på Homer för han lämnat kyrkan. Homer berättar varför han lämnade kyrkan och Gud inser då att Homer har bra synpunkter och han lämnar Homers dröm. Marge tar hjälp av sina vänner för att få Homer att ändra sig men han vägrar lyssna på dem. Nästa söndag då Homer är hemma medan resten av familjen är i kyrkan somnar han och hans cigarett råkar tända en hög tidningar och snart brinner hela huset. Grannen Ned Flanders är hemma och räddar Homer. Under tiden kommer frivilliga brandkåren som består av Krusty, Clancy Wiggum och Barney Gumble för att släcka. Familjen kommer hem från kyrkan och är glada att Homer överlevde. Homer berättar att han förstår att detta var Guds hämnd för vad han gjorde. Pastor Lovejoy berättar att det är människokärleken hos Homers vänner som räddade honom, trots deras olika trosuppfattningar. Lovejoy frågar Homer om han vill ge kyrkan ett nytt försök och han lovar att han kommer dit på söndag igen. Under nästa gudstjänst somnar Homer och han träffar Gud igen som säger att en av tio religioner går åt skogen. Homer frågar Gud vad livets mening är. Gud säger då att han kommer att få reda på det när han dör om sex månader, men Homer vill ändå veta det nu. Så Gud berättar vad livets mening är.

## Produktion
Idén kom från Al Jean då han berättade för Mike Reiss att tittarna gillade Homer vs. Lisa and the 8th Commandment och de kanske borde göra ett till avsnitt om de tio budorden. De valde det först budordet. Uppdraget att skriva manuset fick George Meyer. Reiss och Jean valde honom eftersom han är katolik och de antog att han skulle ta skämten till en lagom nivå. Meyer gillade att göra avsnittet då de flesta kan relatera till att man vill stanna hemma från kyrkan. Då han själv var barn var det roligare att slippa kyrkan än stanna hemma från skolan eller få en vaccinspruta. Avsnittet regisserades av Jim Reardon. Ett av de största problemen Meyer hade från början var att välja var i manuset som Homer skulle somna och träffa Gud. Han skrev ner så många platser så man kunde tro han hade narkolepsi. Avsnittet var det första som producerades för fjärde säsongen.
Avsnittet var det första som animerades av Film Roman. Serien blev den första animerade serien som Film Roman fick arbeta med under ett högt tempo. De hade tidigare anlitat Klasky Csupo. Avsnittets svarta tavlan-skämt var en ursäkt till New Orleans efter förra avsnittet, A Streetcar Named Marge. Avsnittet är bara ett av två från säsongen som utspelar sig under vintern. Då Gud ska börja berätta vad meningen med livet är bryts programmet för eftertexterna. Detta lades in för Fox hade börjat prata under eftertexterna om kommande TV-program och författarna tyckte det skulle vara roligt om meningen med livet var om något kommande program på TV.

## Kulturella referenser
Homers radio i duschen är en referens till det engelska skämtet "no soap radio". Då Homer dansar i underkläderna spelas låten "Short Shorts", scenen är en referens till Föräldrafritt. Då golvet rasar under Ned då han räddar Homer är det en referens till Eldstorm.

## Mottagande
Avsnittet hamnade på plats 36 över mest sedda program under veckan med en nielsen ratings på 12,0, vilket innebar 11,2 miljoner hushåll. Avsnittet var det näst mest sedda på Fox under veckan. Warren Martyn och Adrian Wood har i boken I Can't Believe It's a Bigger and Better Updated Unofficial Simpsons Guide hyllat avsnittet. De beskriver avsnittet som lysande och innehåller allt som Simpsons handlar om. Homer hatar kyrkan, Marge vill att barnen ska se som Homer ett exempel, och alla är vänner i slutet. Avsnittet har ett bra innehåll och om Gud verkligen är så snäll som i avsnittet så är han en hyvens kille. Under 2012 citerade Alan Sepinwall från Hitfix avsnittet som hans favorit från serien då den innehåller allt som var bra och är bra med serien, socialsatiren och deras extraordinära referenser, en bra familjehistoria och söthet trots Homers vanliga upptåg. Under 2004 i ESPN.coms lista över de 100 bästa sportögonblicken i seriens historia hamnade Benjamin Franklin och Jimi Hendrixs lufthockeyspel i avsnittet på plats 83. Avsnittets titel är en referens till Föräldrafritt och hamnade på plats 45 över bästa filmreferenser i seriens historia hos Nathan Ditum från Total Film.
Författarna från King of the Hill har placerat avsnittet på deras topp lista över de fem bästa Simpsons-avsnitten. Då serien firade 20 år valde Paul Lane från Niagara Gazette säsong fyra som den bästa säsongen och utmärkte detta avsnitt med några andra.